# Ahmar El Aïn
Ahmar El Aïn is een stad en een gemeente in de provincie (wilaya) Tipaza in het noorden van Algerije.